# Otto Wustmann
Otto Wustmann (* 16. Juli 1896 in Groß Strehlitz, Oberschlesien; † 23. Juli 1971 in Worms) war ein deutscher Chirurg und Sanitätsoffizier.

## Leben
Wustmann entstammte einer sudetendeutschen Familie. Er besuchte die Gymnasien in Groß Strehlitz und Münstereifel. Im April 1915 bestand er in Münstereifel die Reifeprüfung. 
Als Freiwilliger zog er im Oberschlesischen Ulanenregiment Nr. 2 in den 
Ersten Weltkrieg. Er erreichte den Rang eines Leutnants und wurde mit beiden  Eisernen Kreuzen ausgezeichnet. Ab 1919 studierte er an der Schlesischen Friedrich-Wilhelms-Universität und der Ludwig-Maximilians-Universität München Medizin. Dank der Zwischensemester konnte er das Studium nach dreieinhalb Jahren in Breslau abschließen. 1922 als Arzt approbiert, war er bis 1924 chirurgischer Assistent an Krankenhäusern des Oberschlesischen Knappschaftsvereins in Hindenburg O.S. 1925 wurde er in Breslau zum Dr. med. promoviert. Nach der Teilung Oberschlesiens aus dem Oberschlesischen Industriegebiet vertrieben, ging er 1924 für ein Jahr zu Ludwig Aschoff in der Freiburger Pathologie. Ab 1925 war er fünf Jahre lang Assistent bei Ferdinand Sauerbruch und Erich Lexer an der Chirurgischen Universitätsklinik München. Wustmann war verheiratet und hatte zwei Kinder: einen Sohn und eine Tochter. 

### Königsberg und Düsseldorf
1930 übernahm er die Oberarztstelle in der Chirurgie der Städtischen Krankenanstalt in Königsberg. Emil Karl Frey, Direktor der Chirurgie in Düsseldorf, forderte Wustmann auf, zu ihm zu kommen und sich zu habilitieren. So wechselte Wustmann schon nach 14 Monaten als Assistent an die  Medizinische Akademie Düsseldorf. Er habilitierte sich im Juli 1932 für Chirurgie und Orthopädie. Im August 1933 erreichte ihn der Ruf, am Königsberger Katharinen-Krankenhaus in die chefärztliche Nachfolge von Prof. Walther Karl zu treten. Wustmann folgte dem Ruf im September 1933 und betrieb seine Umhabilitation an die Albertus-Universität Königsberg. Schon im November 1933 wurde er als Dozent für Chirurgie und Orthopädie in die Medizinische Fakultät übernommen. 1939 wurde er zum beamteten apl. Professor ernannt. Als Beratender Chirurg und Chef eines Armeefeldlazaretts zum Heer einberufen, musste er seine Tätigkeit am Katharina-Krankenhaus aufgeben. Ab 1941 leitete er ein großes Speziallazarett für Verwundete mit Schussverletzungen von Knochen und Gehirn im ostpreußischen Lötzen. Es wurde 1944 nach Baden-Baden und später nach Amberg verlegt. In dieser Zeit soll Wustmann über 9000 Verwundete operiert haben. Im Zweiten Weltkrieg wurde er für seinen Einsatz mit beiden Klassen des Kriegsverdienstkreuzes ausgezeichnet. Er erhielt diese Auszeichnung zusätzlich mit Schwertern.

### Worms
Aus der Kriegsgefangenschaft entlassen, übernahm Wustmann 1948 die Leitung der Chirurgie vom Krankenhaus Worms. Dort war er mehr als 20 Jahre tätig. Er wurde wiederum zum Professor ernannt. Ab 1963 war er zusätzlich noch als Experte für Kriegs- und Unfallchirurgie im Wissenschaftlichen Beirat für das Sanitäts- und Gesundheitswesen beim Bundesverteidigungsministerium tätig. Zu seinem 70. Geburtstag wurde ihm der Artikel Multiple lokalisierte Hautknochenbildungen und -verkalkungen an Insulin-Injektionsstellen gewidmet. Er engagierte sich im Arbeitskreis für Wehrforschung und wurde 2. Vorsitzender. Als er kurz nach seinem 75. Geburtstag gestorben war, fand die Trauerfeier im Wormser Dom statt. Die Trauerrede hielt Dr. Wisser, der Internist des St.-Marienstift-Krankenhauses.

## Werke
- Beiträge zur Frage der xanthomatischen Riesenzellneubildungen. Deutsche Zeitschrift für Chirurgie 192 (1925), S. 381–400.
- mit Walter Jacobi und Wilhelm Löhr: Über die Darstellung des zentralen und peripheren Nervensystems im Röntgenbild. Leipzig 1934.
- Kriegsverletzungen der oberen Extremitäten. Dresden 1942.
- Schussbrüche der Gliedmaßen. Leipzig Dresden 1944.
- Fortschritte  der  Kriegschirurgie  in  den  Weltkriegen  1914/18  und  1939/45. Wehrwissenschaftliche Rundschau, 1952, S. 209–225.
- Die Chirurgie des Ellenbogengelenkes. Berlin 1954.